# Gewog di Trashiyangtse
Il gewog di Trashiyangtse è uno degli otto raggruppamenti di villaggi del distretto di Trashiyangtse, nella regione Orientale, in Bhutan.